# Winston McAnuff
Winston McAnuff (aussi connu sous le nom d'Electric Dread), né en 1957 à Mandeville, est un chanteur et compositeur de reggae jamaïcain. Il connaît une notoriété tardive, notamment en France, en collaborant avec le label Makasound et des artistes français tels que Camille Bazbaz ou Java.

## Biographie
Né dans une famille de pasteurs, il commence comme beaucoup de chanteurs reggae par chanter du gospel dans une église. En 1971, Winston McAnuff s'installe chez sa sœur à Kingston et rencontre Hugh Mundell, Earl Sixteen et Wayne Wade. Ils fréquentent alors les studios d'enregistrement et des producteurs renommés tels que Derrick Harriott. Il enregistre alors deux albums, Pick Hits to Click et What A Man A Deal With, dont le succès restera confidentiel même si certains morceaux, comme What Man Sow sont internationalement diffusées parmi les amateurs de reggae roots par des éditions pirates. 
Dans les années 1980 et 1990, Winston McAnuff fait peu parler de lui. Avec son frère et deux autres musiciens, il forme le groupe The Black Kush et tourne à travers le monde. 
Enfin, en 1999, après des années de voyages et de vie familiale, Winston McAnuff rencontre les créateurs du label français Makasound. Cette rencontre aboutit à la réédition et la diffusion légale des deux albums enregistrés à la fin des années 1970, ainsi qu'à une compilation d'autres morceaux enregistrés pendant cette longue période : Diary Of The Silent Years, 1977-2000. Pour l'artiste jamaïcain, c'est une véritable renaissance artistique. 
Les années 2000 sont pour lui une période de création sans précédent, avec l'album Nostradamus, sorti en 2008, mais surtout avec les divers projets, impliquant des acteurs de la scène rock française, qu'il fait naître à partir de 2005 avec Makasound. 
Tout d'abord, il rencontre Camille Bazbaz lors d'un concert de Derrick Harriott: l'un était spectateur et l'autre présent pour le warm-up. Cette collaboration donne naissance à l'album A Drop qui, malgré la participation de Earl Chinna Smith, n'est pas un album de reggae, mais « un joyeux fatras de sonorités » blues, soul-funk, dub, rock mâtiné d'électro. On y entend Yarol Poupaud.
Fin 2006 sort Paris Rockin', une collaboration entre McAnuff et la section instrumentale du groupe Java, avec -M- à la guitare, Cyril Atef de Bumcello à la batterie, et la participation de plusieurs autres musiciens français. L'album au son très varié s'éloigne encore un peu plus du reggae avec une rythmique rappelant parfois la funk. En 2009 il est présent au festival Sakifo à l'île de La Réunion, et participe en 2010 au concert en l'honneur de Usain Bolt Jamaica Party sur le parvis de l'hôtel de ville de Paris, avec Alpha Blondy.
En 2011, Winston McAnuff est à l'affiche de la soirée Sunday Reggae dans le cadre du festival du Printemps de Bourges.
2011 est aussi l'année des retrouvailles avec Camille Bazbaz, avec qui il reprend son exploration des possibilités musicales. L'album s'appelle A Bang, et d'après le musicien français, « c’est juste de la musique libre dans un monde libre… et imaginaire que l’on s’est inventé ». 
Le 22 août 2012, son fils Matthew McAnuff et également artiste reggae, est tué en Jamaïque, à l'âge de 26 ans.
En avril 2013 paraît un EP 4 titres nommé Garden of Love qui annonce ce qu'on peut considérer comme la suite de Paris Rockin'. En septembre 2013 sort l'album A New Day créé en collaboration avec l'accordéoniste Fixi et d'autres musiciens (Cyril Atef, Tony Allen, Matthieu Chedid, Alexis Bossard, Tom Fire, Lindigo…).
En 2014 il participe à deux titres de l'album du collectif The Celtic Social Club (création du Festival des vieilles charrues) et les rejoint sur scène à l'été 2015 en compagnie de Fixi, pour deux concerts, au Festival Interceltique de Lorient et au Festival du chant de marin de Paimpol.
En 2014 il participe aux 20 ans Des Ogres de Barback.
En 2017, Winston McAnuff participe à l'album du collectif Inna de Yard "The Soul of Jamaica", aux côtés de Cedric "Congo" Myton, Kiddus I, Ken Boothe , Lloyd Parks, Derajah... L'album sort le 10 mars 2017 sous le label Chapter Two Records et un concert est organisé à la Philharmonie de Paris dans le cadre de l'exposition "Jamaica, Jamaica". Le groupe est en tournée tout l'été, participant au festival des Nuits de Fourvière à Lyon, à Terres de Son à Monts, au Paléo à Nyon ou encore le Festival du Bout du Monde à Crozon.
Winston McAnuff est l'un des protagonistes principaux du film Inna de Yard: The Soul of Jamaica en 2019.

## Discographie

### Albums
- 1978 - Pick !hits to Click, Crystal Records
  - Electric Dread, réédition en 1986 par Skeng Don
  - Pick hits to click, réédition en 2006 par Makasound
- 1980 - What The Man "A" Deal Wid, Top Ranking
  - One Love, réédition en 1995, Crocodisc
  - What a Man a Deal With?, réédition en 2004, Makasound
- 2005 - A Drop, Makasound - Avec Camille Bazbaz Orchestra
- 2006 - Paris Rockin', Makasound - Avec le groupe Java
- 2008 - Nostradamus, Makasound
- 2011 - A Bang, Sakifo Records - Avec Camille Bazbaz et "le Bazbaz orchestra"
- 2013 - A New Day, Chapter Two Records - Avec Fixi
- 2018 - Big Brothers, Chapter Two Records - Avec Fixi

### Compilations et albums en public
- Diary Of The Silent Years - 2002 - Makasound
- A Drop, Live With The Bazbaz Orchestra - 2006 - Makasound

## Galerie

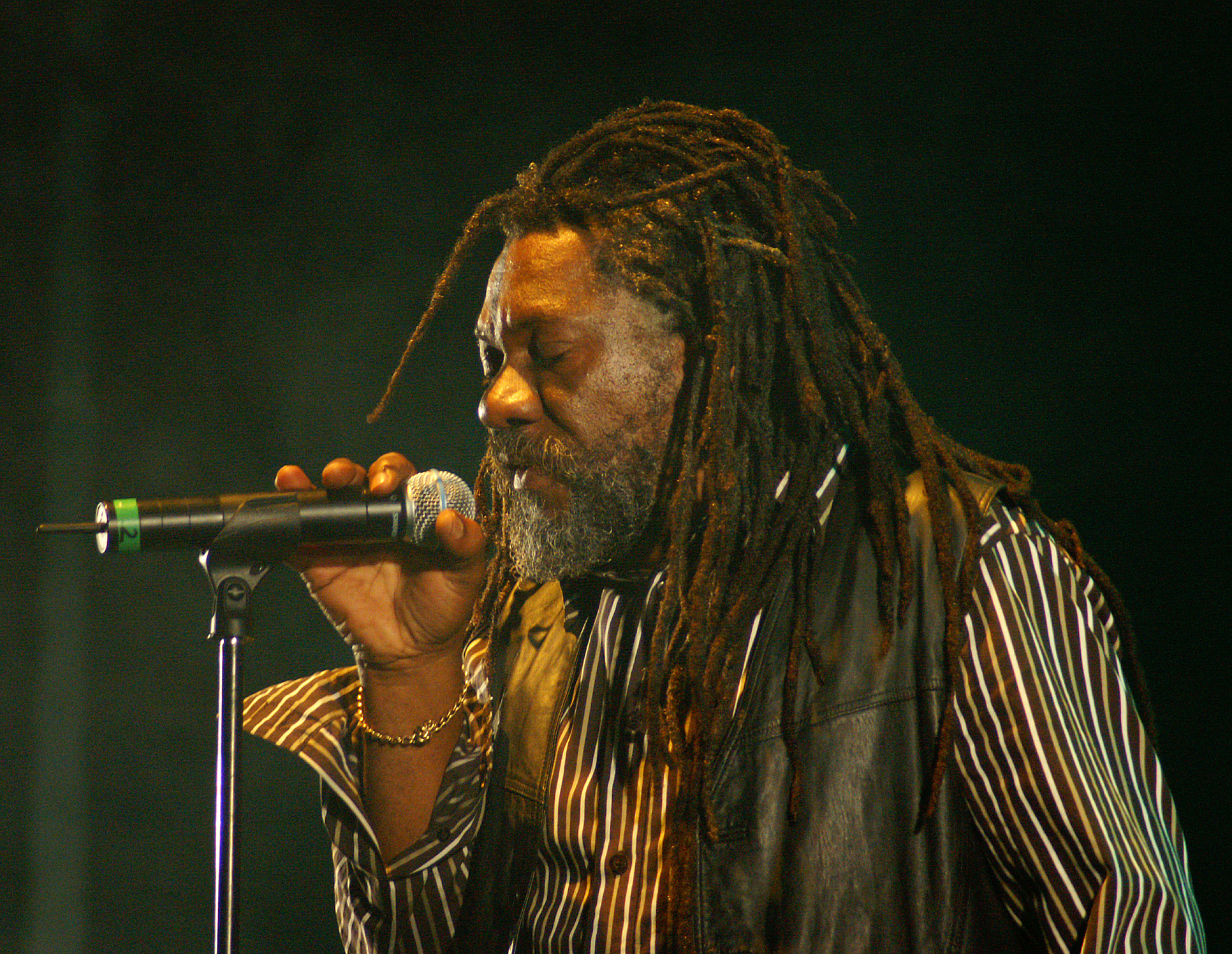
Festival Aux Zarbs 2007, Auxerre, France
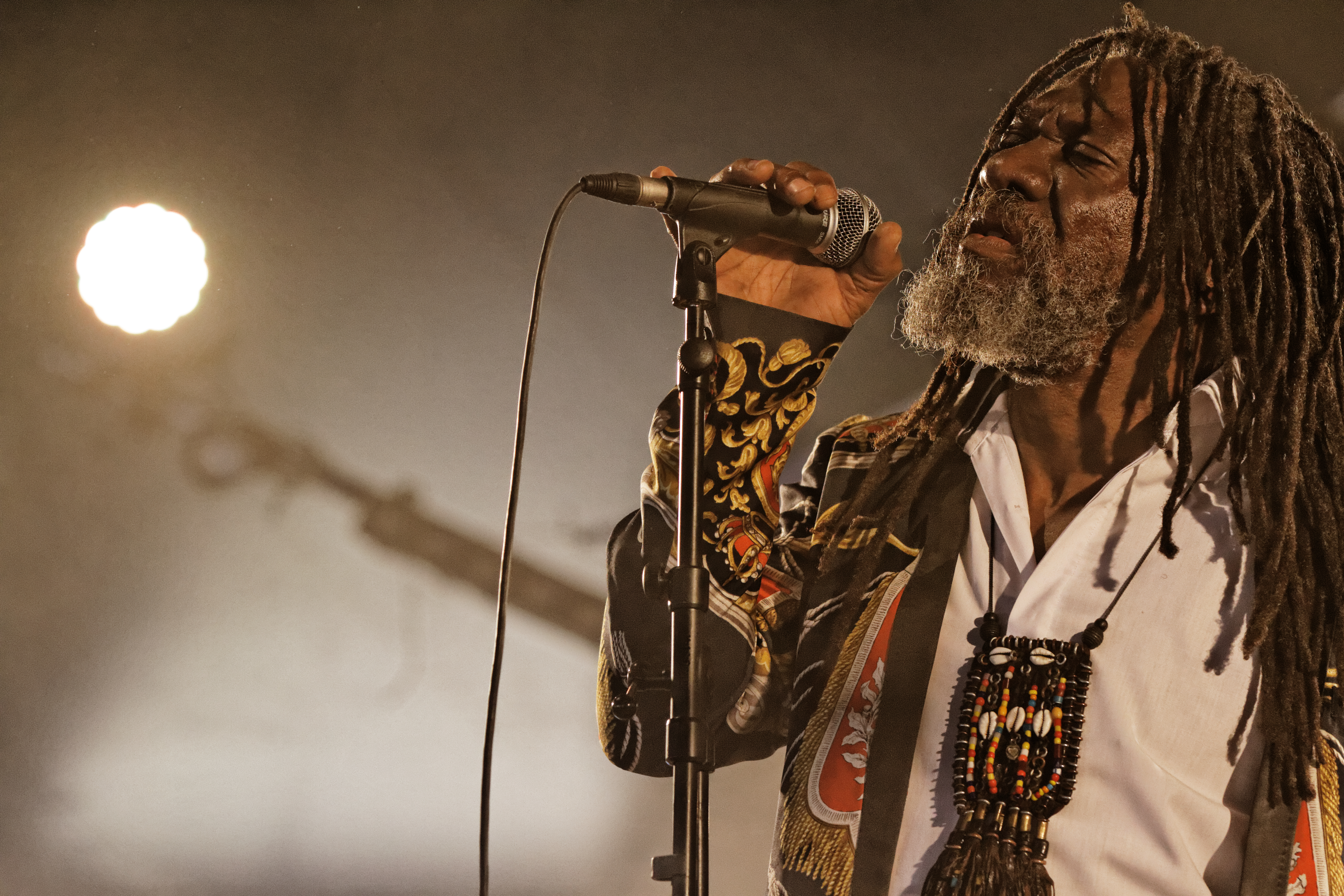
Festival du Bout du Monde 2014, Crozon, Bretagne
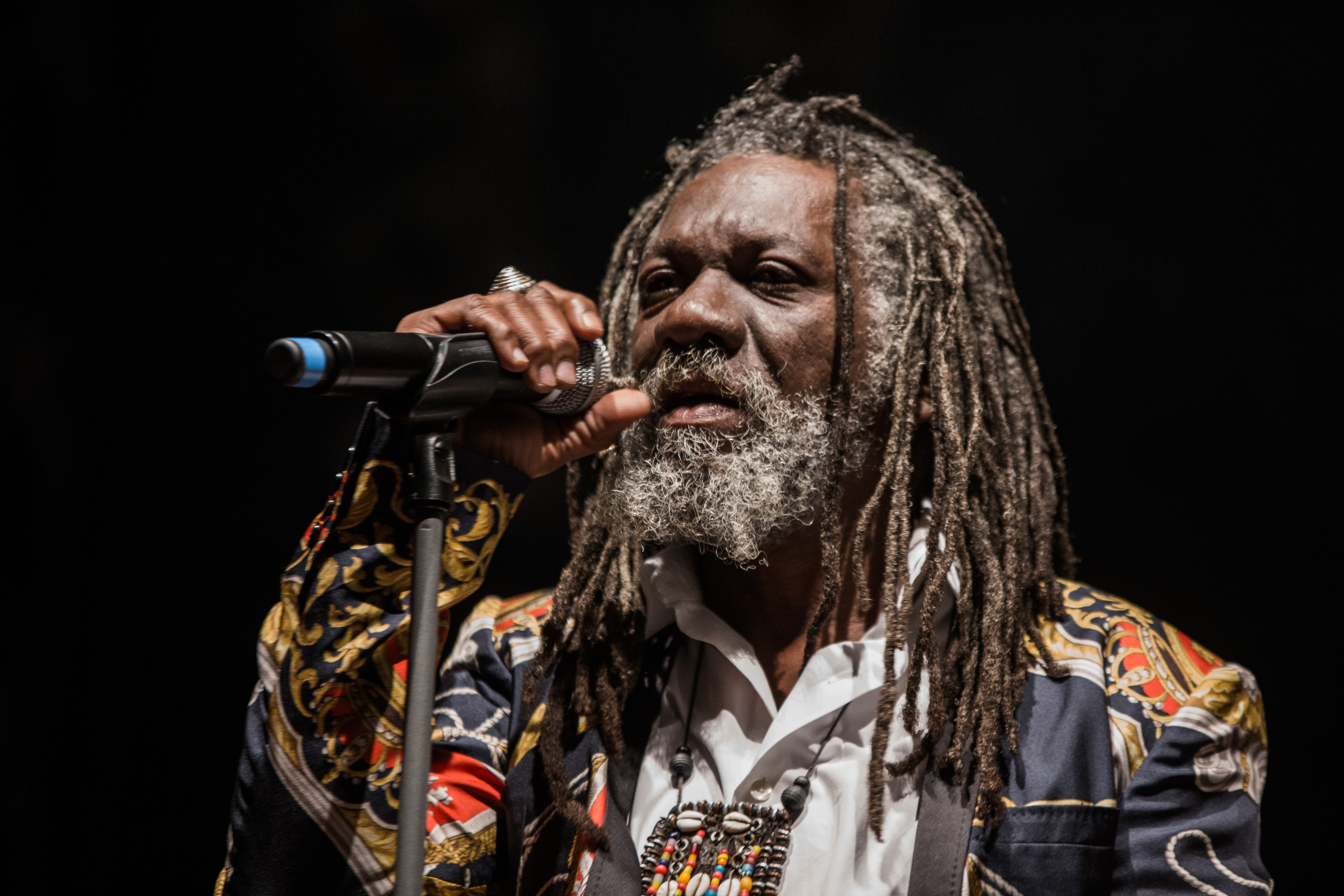
TTF.Rudolstadt 2014, Allemagne
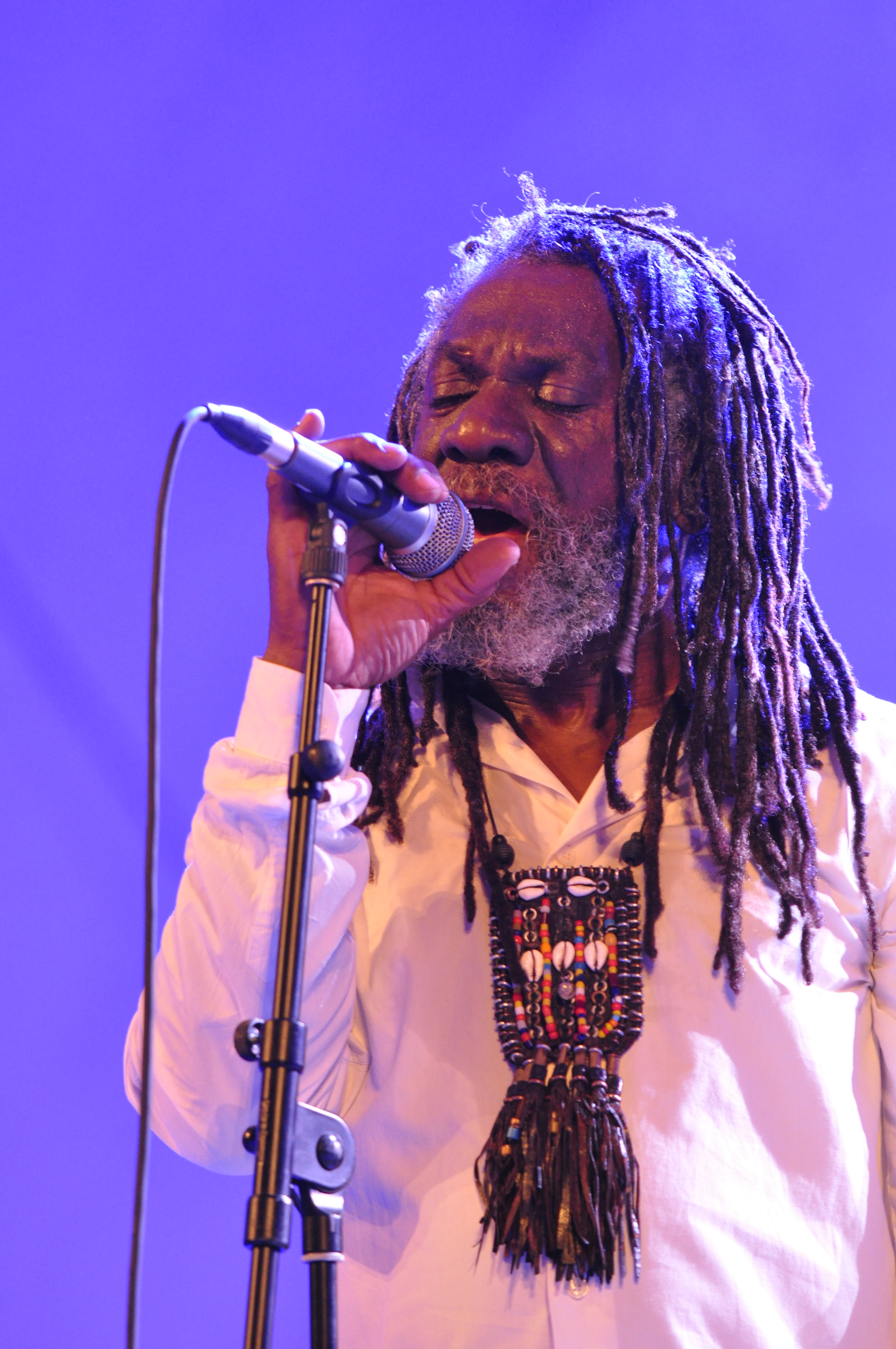
Festival Horizonte 2014, Allemagne
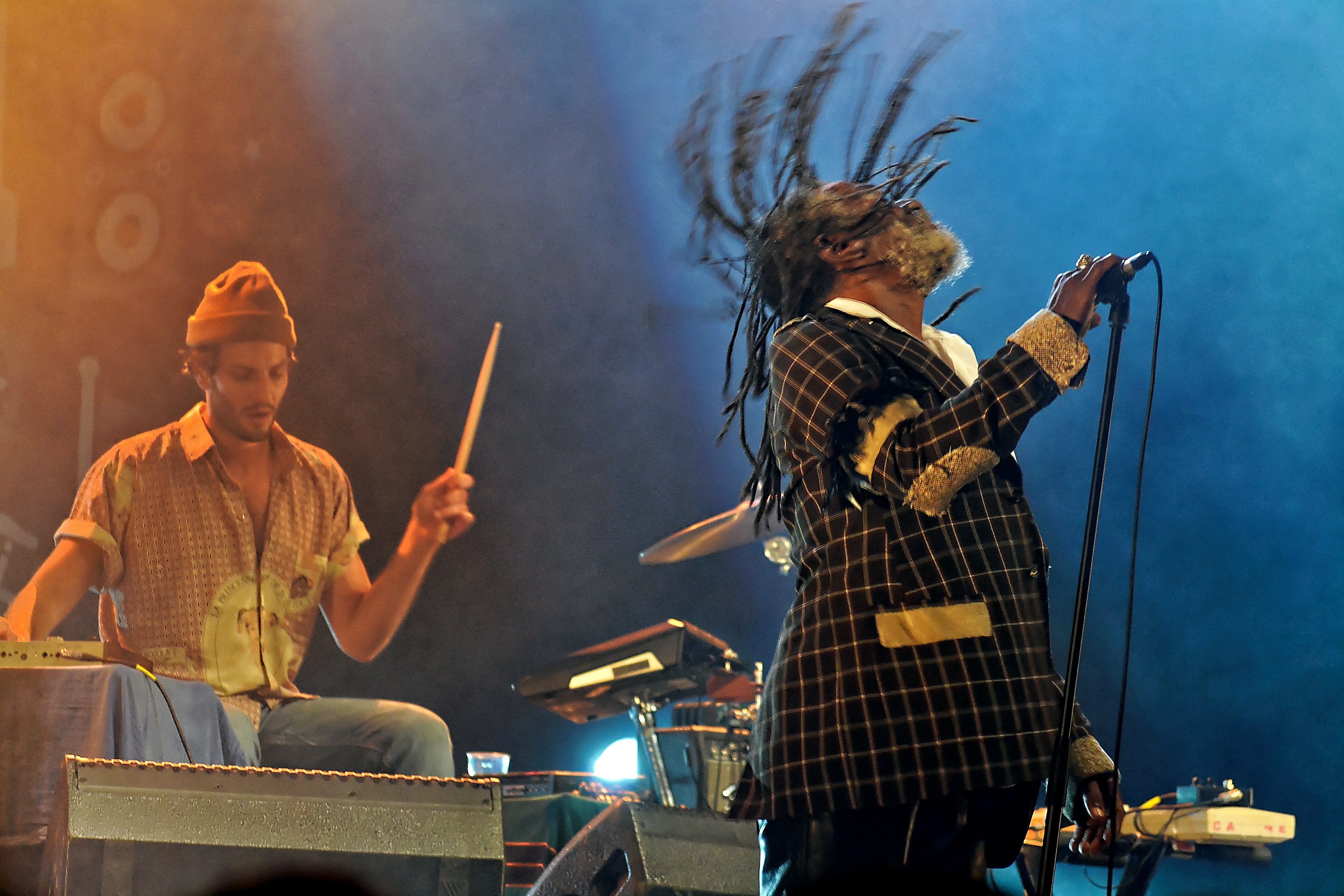
Jeudis du Port 2015, Brest, Bretagne
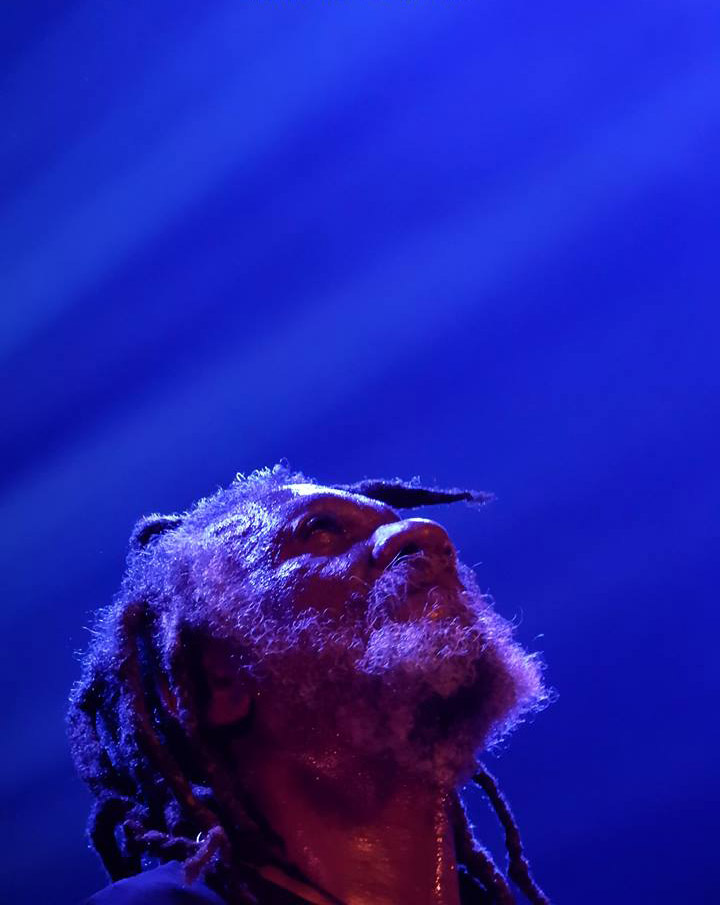
Winston McAnuff Vitré octobre 2018